# Tučepi
Tučepi är en stad och turistort vid den dalmatiska kusten i Kroatien cirka 4 km från den större staden Makarska. Tučepi är en ort vid Makarskarivieran.
I Tučepi, som är en badort, finns en lång strandpromenad som sträcker sig genom hela staden. Vid den finns många caféer, barer, restauranger med mera. Man kan prova många typer av vattensport eller dyka med mera. I Tučepi är turism en viktig näring, och under turistsäsongen är den långa stranden full med folk. De flesta hotellen ligger nära stranden. 
Ett nudistbad finns mellan Tučepi och grannbyn Makarska norr om Tučepi.

### Fotnoter
1. ↑  Zendry Svärdkrona (13 mars 2004). ”6 nya resmål i Kroatien” (på svenska). Aftonbladet. http://www.aftonbladet.se/resa/resmal/europa/kroatien/article10439697.ab. Läst 29 juni 2017.